# Nyttesholmen
Nyttesholmen är en ö i Finland. Den ligger i Finska viken och i kommunen Borgå i den ekonomiska regionen  Borgå i landskapet Nyland, i den södra delen av landet. Ön ligger omkring 48 kilometer öster om Helsingfors.
Öns area är 13,6 hektar och dess största längd är 0,9 kilometer i nord-sydlig riktning.